# Адамово (Воложинский район)
Адамово (белор. Адамова) — деревня в Воложинском районе Минской области Белоруссии. Входит в состав Вишневского сельсовета (до 2013 года входила в состав Саковщинского сельсовета). 

## География
Деревня находится в 20 км в направлении к западу от Воложина, в 100 км от Минска, в 14 км от железнодорожной станции Богданов. Недалеко от деревни проходит республиканская трасса M6. Рядом с деревней находится Польское кладбище и костёл Благовещения.

## История
В 1940—1954 годах деревня являлась центром Адамовского сельсовета. 
До 28 мая 2013 года деревня входила в состав упразднённого Саковщинского сельсовета. 
31 декабря 2013 года основано общество с ограниченной ответственностью «Адамово-Агро», появившееся на базе сельскохозяйственного производственного кооператива имени Черняховского.